# 興研
興研株式会社（こうけん、英: KOKEN LTD.）は、日本の防塵マスクメーカー。1943年（昭和18年）5月創業。

## 概要
- 防塵マスクを主力とし、防毒マスク及び送気マスクの標準品の設計及び製造を行っている。
- マスクの他に強酸性水生成装置「オキシライザ」、全自動内視鏡洗浄消毒装置「鏡内侍（かがみないし）」の製造・販売を行っている。
- 工場や製作所をテクノヤードと呼称している。

## 沿革
- 1943年（昭和18年） - 酒井義次郎が興進会研究所を創業。
- 1952年（昭和27年） - 株式会社興進会研究所を設立。
- 1963年（昭和38年） - 興研株式会社を設立。
- 1985年（昭和60年） - 興研株式会社が株式会社興進会研究所、株式会社二宮製作所を吸収合併。
- 1986年（昭和61年） - 日本証券業協会に店頭売買銘柄として登録。
- 2004年（平成16年）12月 - 日本証券業協会への店頭登録を取消し、株式会社ジャスダック証券取引所に株式を上場。
- 2010年（平成22年）4月 - ジャスダック証券取引所と大阪証券取引所の合併に伴い、大阪証券取引所JASDAQ市場に上場。
- 2013年（平成25年）7月 - 大阪証券取引所と東京証券取引所の合併に伴い、東京証券取引所JASDAQ（スタンダード）に上場。
- 2022年（令和4年）4月 - 東京証券取引所の市場区分の見直しにより、東京証券取引所JASDAQからスタンダード市場に移行。

## 所在地
- 本社 - 東京都千代田区
- 狭山テクノヤード - 埼玉県狭山市
- 群馬テクノヤード - 群馬県みどり市
- 所沢テクノヤード - 埼玉県所沢市
- 中井テクノヤード - 神奈川県足柄上郡中井町
- 飯能研究所 - 埼玉県飯能市